# My Morning Jacket
My Morning Jacket é uma banda americana de rock, formada em 1998, destacável pela mistura eclética de country rock, indie rock, funk e psychedelic rock, pelo seu som cheio de reverberações e pelas suas energéticas e entusiasmantes performances ao vivo. My Morning Jacket é uma banda bastante desconhecida, mas que é muito apreciada pela crítica. Esta banda é mencionada na série "American Dad".
O nome da banda vem de um casaco abandonado no lixo no qual Jim James viu inscritas as letra “MMJ".

## Integrantes
- Jim James – vocal, guitarra rítmica (1998–)
- "Two-Tone" Tommy Blankenship – baixo (1998–)[2]
- Patrick Hallahan – bateria (2002–)
- Bo Koster – teclados (2004–)
- Carl Broemel – guitarra (pedaleira), saxofone, vocalista (2004–)

### Ex-integrantes
- Johnny Quaid – guitarra (1998–2004)
- Danny Cash – teclados (2000–2004)
- J. Glenn – bateria (1998–2001)
- Chris Guetig – bateria (2001)

## Discografia

### Álbuns
- 1999: The Tennessee Fire
- 2001: At Dawn
- 2003: It Still Moves
- 2005: Z
- 2008: Evil Urges
- 2011: Circuital
- 2015: The Waterfall
- 2016: It Still Moves (Deluxe Reissue)

### Álbuns ao vivo
- 2006: Okonokos

#### Coletâneas
- 2004: Early Recordings: Chapter 1: The Sandworm Cometh
- 2004: Early Recordings: Chapter 2: Learning
- 2007: At Dawn / Tennessee Fire Demos Package

### Singles e EPs
- 2000: Heartbreakin Man
- 2000: My Morning Jacket Does Bad Jazz
- 2000: We Wish You a Merry Christmas and a Happy New Year!
- 2001: My Morning Jacket Does Gold Hole
- 2002: Split EP
- 2002: Chocolate and Ice
- 2002: Sweatbees
- 2003: Run Thru
- 2004: Acoustic Citsuoca
- 2005: Off the Record EP
- 2008: I'm Amazed

### DVD
- 2006: Okonokos